# Fosfamidon

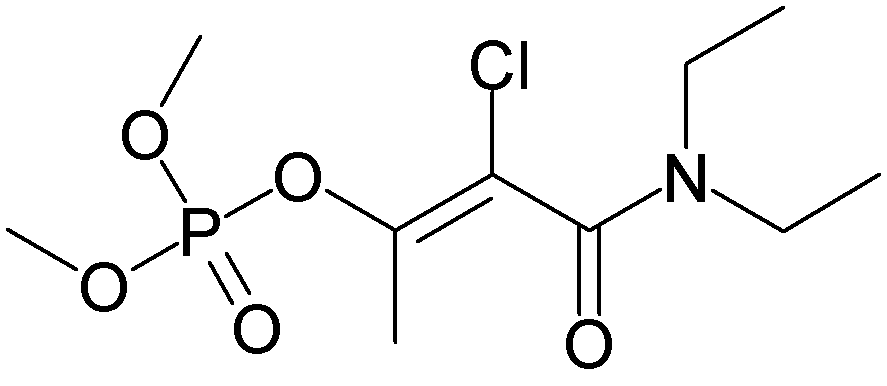
Estructura del fosfamidon

El fosfamidon (nombre químico: fosfato de dimetilo y de 2-cloro-2-(N,N-dietilcarbamoil)-1-metilvinilo) es un plaguicida prohibido en muchos países bajo todas sus formulaciones y usos por ser dañino a la salud humana.

## Alcance de la prohibición
Prohibida la producción, uso y comercialización de todos los productos de protección de plantas que contengan Fosfamidon de acuerdo a la lista anual adoptada de ingredientes activos prohibidos para el uso en productos de protección de plantas bajo el Acta de Protección de Plantas. El Fosfamidon está designado como producto químico CFP. En algunos países está permitida la importación y uso del producto químico para la investigación o propósitos de laboratorio en cantidades menores.

## Peligros y riesgos conocidos respecto a la salud humana

### Efectos agudos para la salud
La exposición al Fosfamidon puede causar envenenamiento órgano fosfórico rápido, fatal, con dolor de cabeza, mareo, visión borrosa, presión en el tórax, sudoración, náusea y vómito, diarrea, tic muscular, convulsiones, coma y muerte. Respirar el fosfamidon puede irritar los pulmones causando tos y/o falta de respiro. Mayores exposiciones pueden causar la formación de fluido en los pulmones (edema pulmonar), una emergencia médica con grave falta de respiro.

### Efectos crónicos para la salud
El fosfamidon puede causar mutaciones (cambios genéticos). Determinar si pone o no riesgo de cáncer necesita ulterior estudio. No hay evidencia que el fosfamidon afecte la reproducción.

### Otros efectos a largo plazo
El fosfamidon puede afectar el hígado y riñones. Exposición alta o repetida puede dañar los nervios causando debilidad, pinchazos y mala coordinación en brazos y piernas.

## Peligros y riesgos conocidos respecto al medio ambiente
Alta toxicidad del fosfamidon para peces, organismos acuáticos y abejas.